# 亞速 (別爾江斯克區)
46°46′13″N 36°28′45″E / 46.77028°N 36.47917°E
亞速（烏克蘭語：Азов）是位於烏克蘭東南部的村莊，由扎波羅熱州别尔江斯克区的普里莫爾斯克市鎮負責管轄。該村始建於1922年，面積0.74平方公里，海拔高度23米，2001年人口156，人口密度每平方公里210.2人。